# ジョーイ・ディマイオ
ジョーイ・ディマイオ （英語: Joey DeMaio、1954年3月6日 - ）は、アメリカ合衆国のヘヴィメタルバンド「マノウォー」のベーシストである。
マノウォーの創設者の一人であり、楽曲作りの中心人物でもある。また2005年に自身のレーベル「Magic Circle Music」の創設しCEOに就任している。

## 概要
マノウォーのヴォーカリストのエリック・アダムスとは幼馴染である。学生の頃に幾つかのバンドでベースを演奏し、1970年代はミュージカル「ゴスペル」(1971年にニューヨークにて初演)の付随バンドの一員としてツアーに同行し、指揮者としてのレッスンも受けている。
キッスのパイロテクニクスがマッチ棒に見える程度に派手なパイロを使用しようとして火傷を負い、本格的にパイロ技師としての勉強を行った後、1980年にブラックサバスの「ヘヴン&ヘル」ツアーの際にパイロ技師兼ベース・テクニシャンとしてツアーに同行した後に、マノウォーを結成した。
ベース・プレイでは重低音と強烈な歪みを使った大音量の音と、高速のフルピッキングによる演奏を得意としており、「熊蜂の飛行」を元にした「熊蜂の一刺し」という高速ピッキングの曲をカバーしている(アルバム「キングス・オブ・メタル」に収録)。
2005年に自身のレーベル「Magic Circle Music」を創設しCEOに就任。2006年にはイタリアのシンフォニックメタルバンド「ラプソディー・オブ・ファイア」のマネージャーとなり、アメリカのシンフォニックパワーメタルバンド「HolyHelll」のプロデューサーも務めた。